# Autosomal-dominante Makrothrombozytopenie
Die Autosomal-dominante Makrothrombozytopenie ist eine zur Gruppe der Makrothrombozytopenien gehörige angeborene Form der Thrombozytopenie mit Auftreten von Riesen-Thrombozyten.
Synonyme sind: Glanzmann Thrombastenia, Autosomal Dominant; Thrombastenia Of Glanzmann And Naegeli, Autosomal Dominant; Bleeding disorder, platelet-type, 16, autosomal dominant
Die Erkrankung kann als autosomal-dominant vererbte Form der Glanzmann-Thrombasthenie angesehen werden.

## Verbreitung
Die Häufigkeit wird mit unter 1 zu 1.000.000 angegeben, bislang wurde eine Familie beschrieben. Die Vererbung erfolgt autosomal-dominant.

## Ursache
Der Erkrankung liegen Mutationen im ITGB3-Gen auf Chromosom 17 Genort q21.32 zugrunde, welches für  Beta-3-Integrin kodiert.
Weiter wurden ursächliche Mutationen im ITGB2B-Gen auf dem gleichen Chromosom Genort q21.31, im TUBB1-Gen auf Chromosom 20 Genort q13.32 sowie im ACTN1-Gen auf Chromosom 14 q24.1 beschrieben.

## Differentialdiagnose
Abzugrenzen ist die Autosomal-rezessive Makrothrombozytopenie.